# 健康经济学

全球醫療衛生支出佔全球GDP的比率圖。

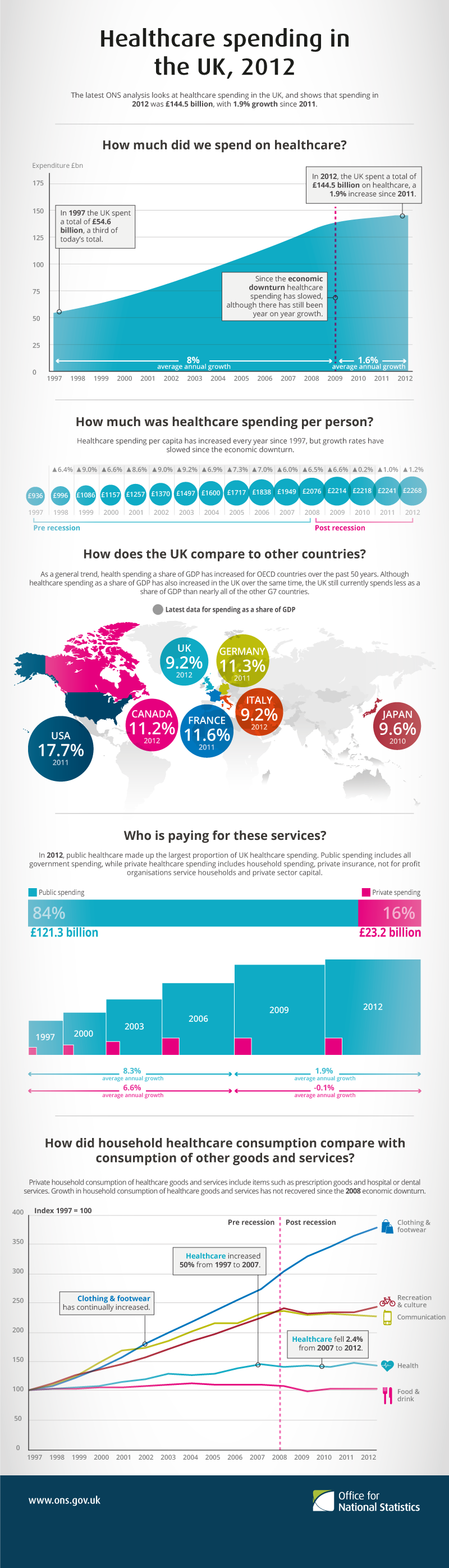
英國從1997年到2012年在醫療衛生的支出，以及其他相關資料。

健康經濟學（英語：Health economics）是經濟學的一個分支領域，研究在健康和醫療衛生的生產和消費之中，有關效率、效果、價值、和行為的事務。健康經濟學對於如何透過個人、醫療衛生提供者、和臨床環境之間的互動來改善健康結果以及生活方式，可發揮重要的功能。從廣義上講，健康經濟學家對醫療系統的功能做研究，以及對健康產生影響的行為，例如吸菸、糖尿病、和肥胖症等，做研究。
肯尼思·阿羅曾在1963年發表過一篇開創性文章，因而經常被推舉為健康經濟學的先河，成為一門學科的先驅。他的理論把健康和其他商品之間劃分出不同的概念。將兩者分開的因素包括政府的經濟干預、多方面的不確定性、資訊不對等、進入障礙、外部性因素、加上第三方代理的存在。在醫療衛生事項中，所謂第三方代理是患者的醫療保險公司，這類公司對患者消費的醫療衛生產品和服務負有財務上的責任。
健康經濟學家評估的財務事務包括成本、費用、和支出。
在患者的健康結果和財務方面，健康具有不確定性的本質。醫師和患者之間的知識鴻溝，讓醫生佔有明顯的優勢，這就是資訊不對等。
醫療衛生"市場"，與標準市場經濟中的大批量以及可替代的商品和服務相比，通常會受到外部性的影響。戴口罩以減少傳染病傳播的效果，需要決策者以外許多人配合才能達成。鴉片類藥物濫用的成本由許多人承擔，而非僅由使用者本人承擔而已。更進一步而言，一個人使用醫療衛生服務，也同時會讓家庭以及社區的他人受益。

## 範圍
健康經濟學的範圍被艾倫·威廉斯所繪的"管道圖"簡潔地呈現，分為八個不同的主題：
- 健康受到什麼因素的影響？ （除了醫療衛生因素之外）
- 健康是什麼，以及健康的價值？
- 對醫療衛生的需求
- 醫療衛生的供應
- 用微觀經濟來評估治療水準（微觀經濟，也可稱為個體經濟）
- 經濟均衡
- 對系統整體作評估
- 規劃、預算、和監督的機制。

## 醫療衛生需求
對醫療衛生的需求是因為對健康的需求而產生的引申需求。對醫療衛生的需求，是消費者累積更多“健康資本”的手段。對健康的需求不同於對其他多數商品的需求，因為個人會分配資源，以便同時消費，又生產健康。
上面的描述道出個人在健康經濟學中的三個角色。 而世界衛生組織（WHO）所出版的《世界衛生報告》（第52頁）指出，人們在醫療衛生中扮演四個角色：
1. 貢獻者
2. 公民
3. 提供者
4. 消費者

邁克爾·格羅斯曼於1972年提出的格羅斯曼醫療衛生需求模型具有幾個獨特要素，在這研究領域中具有甚大的影響力。模型把每個人視為是健康的生產者，也同時是消費者。在不做"健康投資"的情況下，健康庫存會隨著時間的演進而縮減，因此健康被當作一種社會資本。模型承認健康既是產生直接滿意度和功效的消費財，又是因為減少生病時間而間接讓消費者感覺滿意的資本財。在健康上的投資需要高昂的成本，因為消費者必須權衡用在健康上的時間和資源，例如到健身房運動，而不做別的事。個人透過這些因素達成最適合的健康程度。這個模型對醫療衛生和其他商品的價格變化、勞動力市場狀況（例如就業和工資）、以及技術進化的影響，而做預測。這些預測，以及由格羅斯曼的論文擴展出的模型所做的預測，構成多數計量經濟學研究的基礎。
在格羅斯曼的模型中，當投下健康資本之後，所發生的邊際成本和邊際收益相等時，就是最佳的健康投資水準。隨著時間的演進，健康會以某種速度{\displaystyle \delta }貶值。消費者負擔的利息可用{\displaystyle r}表示。可以透過添加以下變數來計算出健康資本的邊際成本：{\displaystyle MC_{HK}=r+\delta \,}健康資本的邊際收益是從市場部門和非市場部門獲得的回報率。在這個模型裡面，最佳的健康庫存會受到年齡、薪資、和教育程度等因素的影響。舉個例子，{\displaystyle \delta \,}會隨著年齡的增長而增加，因此要得到相同的健康資本或健康庫存，年齡越高，成本會越高。年齡增長也會降低健康庫存的邊際效益。因此，最佳健康儲備會隨著年齡的增長而減少。
除了對基本健康的需求之外，對於"真實"健康的渴望（這會受到市場生產健康的能力所影響）所生的"邊際收益"（始終與根據引申需求得出的"真實需求"曲線相關），和單獨的"有效需求"曲線（在特定市場價格下的醫療衛生需求量）是有區別的。由於大多數醫療衛生不是直接從醫療衛生提供者那裡購得，而是因為有醫療保險，所支付的是扣除補助之後的價格而獲得，因此，消費者所負擔的自付費用通常會低過市場價格許多。消費者設定{\displaystyle MB=MC}作為自付費用，因此"有效需求"在價格和數量之間的關係不同於"邊際收益曲線"（即"真實需求"）表現的。這種區別通常用 "事後道德風險"的量規來描述（這又不同於事前道德風險，事前道德風險在保險市場中經常可見）。所謂事前道德風險，譬如說消費者購買房屋火險後，就可能較不注意火災風險的預防。而所謂事後道德風險，如醫療保險的情況，受保人可能利用機會讓保險公司多支付沒有必要的醫療衛生費用（請參考道德風險）。

## 醫療衛生技術評估
經濟評估，尤其是成本效益分析，已經成為許多國家機構做技術評估的基本方法。例如，德國的醫療衛生服務品質和經濟研究所，（IstWiG）和英國的國家健康照護卓越研究院（NICE）在允許藥物進入市場之前，都會針對成本效益作研究。
一些機構（包括NICE在內）建議使用成本效用分析（CUA）。這種分析使用改善生命的長度和品質的綜合指標（質量調整壽命年（QALY））來作衡量。

## 醫療衛生市場
通常受到分析的五個市場是：
- 醫療衛生資金市場
- 醫生與護理服務市場
- 機構服務市場
- 生產要素市場
- 專業教育市場

雖然經濟市場教科書的模型在醫療衛生市場上適用得不錯，但仍有重大差異。美國許多州都建立醫療保險的風險池，相對健康的入為風險池中其他人的醫療護理成本提供補助。保險公司必須應對由於它們不能預測參保人的醫療費用而發生的逆向選擇現象；逆向選擇會破壞風險池（即較健康的人選擇離開保險風險池，而留下較不健康的人必須負擔更高的保費）。保險市場處理風險池的方式，例如團體保險、擇優挑選（挑選條件好的受保人）、和排除有既有身體狀況的投保人等，就是保險公司應對逆向選擇的做法。（請參考美國醫療衛生價格#醫療衛生服務並非一個典型市場）
受到保險覆蓋的患者與沒有保險，而需要自己負擔全額費用的人相比，無需擔心費用的問題。如著名的蘭德醫療保險實驗所顯示，道德風險促使成本增加。保險公司運用多項技術來控制由道德風險而產生的成本，包括要求患者支付共付額，並抑制醫生提供昂貴醫護的動機。保險公司之間的競爭方式通常包括它們提供服務的內容、患者參與成本分攤、和加諸於醫生的限制。
在醫療衛生市場中，消費者通常會缺乏選擇哪種服務，以及誰會提供最佳性價比的資訊。健康經濟學家已經記錄下醫療衛生提供者誘發需求的現象，提供者根據經濟理由，而非醫療標準，而提出治療建議。研究人員還記錄下相當數量的"做法差異"，誘發方式和做法的差異受到當時醫療機構能夠提供服務內容的局限。
有些經濟學家認為，要求醫生具有證照會限制投入、抑制創新、並增加消費者的成本，而在大多數情況之下，只會造成醫生本身受益。

## 政府干預醫療市場的經濟原理
由Sherman Folland、Allen C. Goodman、Miron Stano三位共同撰寫的“健康經濟學與醫療衛生（The Economics of Health and Health Care）”一書，列出促使政府對醫療系統做干預，而非任其透過私人市場運作，有幾個原因，列舉如下：
1.首先是要確保如醫院和疫苗等的公共財和部分具有公共性質的產品，能獲得最理想的生產和消費。
2.其次是為那些可在私營部門生產（例如投資研發新療法和新設備），但由於費用高昂和需求有不確定性，需要做風險分攤，為這種分攤提高品質和公平性。政府對那些無力購買保險的人，或某些低成本活動和設施，但貧困公民無力自己負擔的，提供補助。
3.第三是防止市場失靈。市場失靈的一個典型例子是壟斷的力量。一些醫療衛生市場往往具有受到壟斷控制的潛力，尤其是在醫療衛生提供者是私人公司的情況下。
4.知識可被視為一種具有強大經濟價值的公共財。一個用戶提供的信息由其他用戶使用不該受限制。雖然那些不付費的人經常被拒獲得信息，但向他人提供信息的邊際成本通常很低。結果，有人會爭辯說私人市場會不能提供充足的知識，因此需要政府干預，以增加可獲得性。在這情況下，政府的干預行為可被視為直接，或是通過補貼私營部門，來協助把已建立的信息傳播。
5.當私人市場努力以滿足現有需求時，可能會出現市場不完整的情況。當治療疾病的費用非常昂貴時（例如癌症），或新疾病（如愛滋病或Covid-19的廣泛傳播），就會出現這種情況。在這種情況下，私人保險公司由於風險因素和成本高昂，要求高額保費，或者無法為特定情況提供保險。導致市場上出現空隙，有部分人口無法負擔這種醫療衛生服務。在某些保險市場，例如那些愛滋病，癌症或其他有既有身體狀況的患者尋求新的保險覆蓋時，發生無力承擔的情況。在這類情況下，政府通常會進行干預以提供服務。例如在Covid-19大流行期間，沒有一家私人保險公司預測到有這種疾病，因此，國家干預對人們的治療就非常必要。

## 其他問題

### 醫學經濟學
根據英國經濟學家Anthony J. Culyer，醫學經濟學（Medical economics）通常用作是健康經濟學的代名詞，這是經濟學的分支，把經濟學理論應用在與前述五個市場中第二和第三（醫生與護理服務市場，和機構服務市場）的相關現象和問題。但通常它涉及的是藥物的成本效益分析，以及各種醫療方法的成本效益。醫學經濟學使用數學模型，綜合生物統計學和流行病學的數據，為個人或廣泛的衛生政策提供形成決策的支持證據。

### 心理健康經濟學
心理健康經濟學涵蓋有相當多的主題，從藥物經濟學，到勞動經濟學，和福利經濟學。心理健康可通過受到影響的個人作為人力資本，與經濟直接發生關聯。兩位經濟學家Janet Currie 和馬克·斯塔比爾（Mark Stabile）在2009年發表報告《"兒童心理健康與人力資本（Mental Health in Childhood and Human Capital）" 》，他們評估常見的兒童心理健康問題，如何影響到他們的人力資本積累的情況。外部性包括受影響的個人對周圍（例如在工作場所，或在家中）的人力資本影響。反過來，經濟也會影響到個人，尤其是在全球化的情況下。例如，在印度，來自西方國家公司外包的情況越來越高，研究顯示年輕的專業人員在工作場所和家庭中面臨截然不同的社會文化期望，因而有越來越多人有認同混餚的情況。
心理健康經濟學給研究人員帶來甚多獨特的挑戰。有認知障礙的人無法傳達個人偏好，這些因素代表著在重視個人的心理健康狀況，尤其是把個人作為人力資本時就會碰到困難。此外，在做心理健康經濟研究時，會經常使用就業統計數據來評估個人的生產力。但這些統計數據不能把"假性出席"（個人雖然上班工作，但生產力因身體不適或其它因素而不佳）表現出來，不能把無薪而工作的損失給量化，也不能反映出外部因素（例如家中有受心理健康影響的人存在）。同樣的，把全球工資或社會價值的差異列入考慮，這些統計數據會受到環境和地理的限制，所得的研究結果不一定能全球通用。
研究顯示心理健康護理可把總體醫療衛生成本降低、發揮功效、減少員工缺勤率、同時改善員工的職能，但周全的心理健康護理卻在減少中。由Michael Petrasek和Lynn Rapin兩位撰寫的《The mental health paradox（2002年）》列舉造成減少的三個主要原因：（1）污名化和個人隱私問題；（2）把在醫療衛生所產生的節約作量化，有其難度；（3）醫生傾向自己提供治療，而未轉診給專科醫生。醫療衛生科學教授Silvia EVERS等撰寫的文章《Implementing mental health economic evaluation evidence: Building a bridge between theory and practice（2009年）》中提出可透過促進更積極地分享心理健康經濟的資訊、建立政策制定者和研究人員之間的夥伴關係、以及多加利用知識經紀人來作改進。

### 期刊
- 健康經濟學（雜誌）（英语：Health Economics）
- 照顧貧困和服務不足群體的醫療衛生雜誌（英语：Journal of Health Care for the Poor and Underserved）
- 健康經濟學雜誌（英语：Journal of Health Economics）
- 家庭經濟學評論（英语：Review of Economics of the Household）

## 進一步閱讀
- Alastair M. Gray, Philip M. Clarke, Jane Wolstenholme, Sarah Wordsworth (2010) Applied Methods of Cost-effectiveness Analysis in Healthcare, Oxford University Press. ISBN 0-19-922728-4
- Drummond, Michael F. (2005) Methods for the Economic Evaluation of Health Care Programmes, Oxford University Press. ISBN 0-19-852945-7
- Mahar, Maggie, Money-Driven Medicine: The Real Reason Health Care Costs So Much （页面存档备份，存于）, Harper/Collins, 2006. ISBN 978-0-06-076533-0
- Siegel, Joanna E.; Russell, Louise B.; Weinstein, Milton C.; Gold, Marthe R., , New York [u.a.]: Oxford Univ. Press, 1996, ISBN 978-0-19-510824-8
- Starr, Paul, The Social Transformation of American Medicine, Basic Books, 1982. ISBN 0-465-07934-2
- Wennberg J, Gittelsohn; Gittelsohn, A., , Science, December 1973, 182 (4117): 1102–08, Bibcode:1973Sci...182.1102W, PMID 4750608, S2CID 43819003, doi:10.1126/science.182.4117.1102
- Whittington, Ruth (2008). Introduction to Health Economics: A Beginners Guide Preview. （页面存档备份，存于） ISBN 978-0-9545494-5-9.
- Wise, David A., , University of Chicago Press, 2009, ISBN 978-0-226-90335-4
- A.J. Culyer and J.P. Newhouse, ed. (2000). Handbook of Health Economics, Elsevier. 1A. Description. Elsevier.
- _____ (2000). Handbook of Health Economics, 1B. Description. Elsevier.